# زنبق منچوری
زنبق منچوری (نام علمی: Iris mandshurica) نام یک گونه از سرده زنبق است.